# 버스 정류장

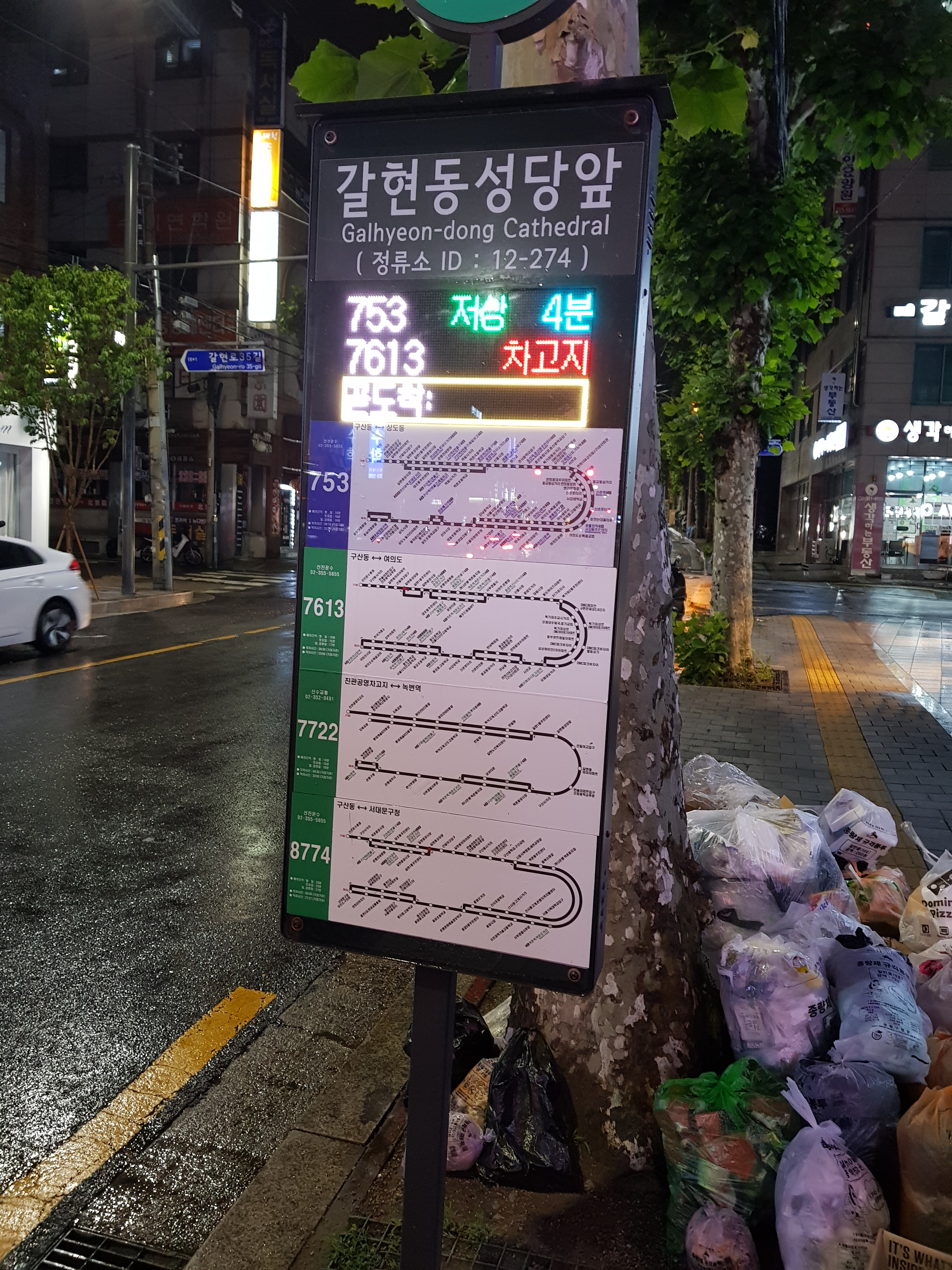
서울특별시의 버스 정류장

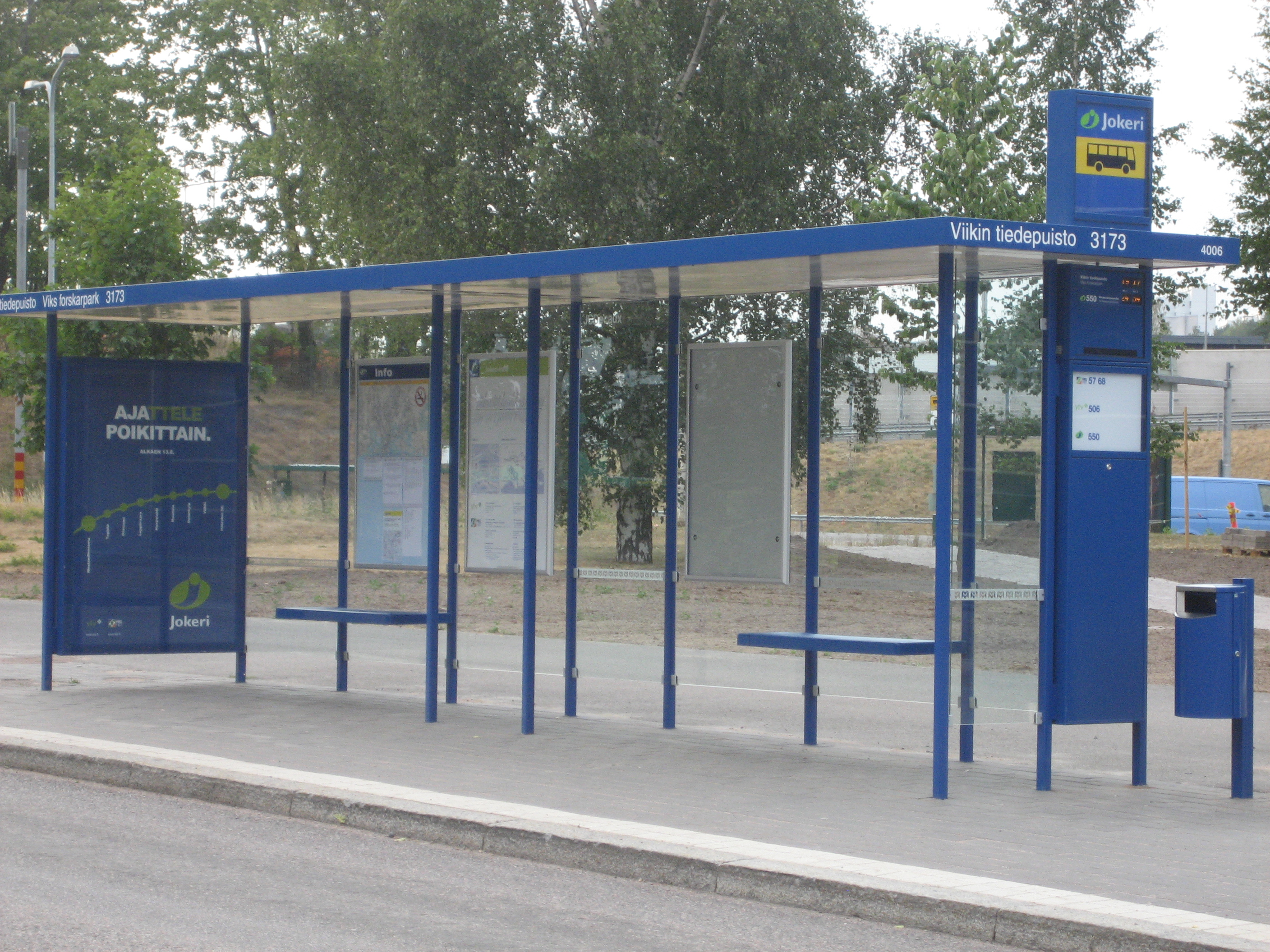
핀란드의 버스 정류장

버스 정류장(bus stop, 버스 停留場)은 버스에 타고 내리는 승객을 위해 버스가 정차하는 곳이다. 버스 정거장(停車場), 버스 승강장(昇降場), 버스 정류소(停留所)라고도 한다.

## 시설

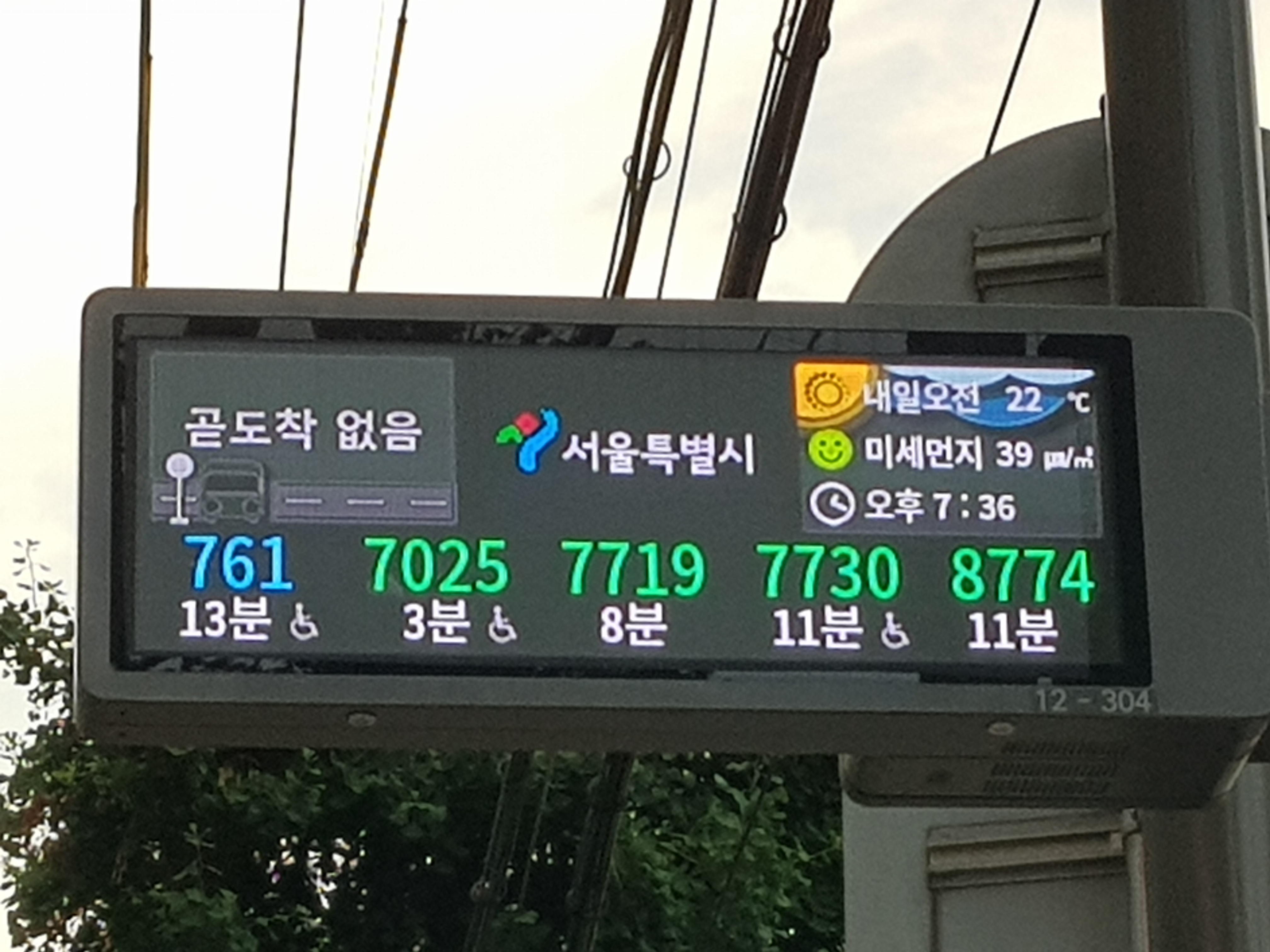
서울특별시의 버스 정류장에서 표출되는 버스 정보 전광판. 날씨와 온도, 미세먼지 농도, 현재 시간도 보여준다.

버스 정류장의 형태로는 버스 정류장임을 알리는 표지판이 있거나 지붕이 추가된 형태가 있으며 표지판에는 주로 해당 정류장을 통과하는 노선명이나 노선도가 부착되어 있다. 또한 주요 정류장에는 버스도착정보 전광판이 설치되어 있는 경우도 있다. 정류장을 통과하는 노선이 매우 드물게 운행되면 정류장 팻말 또는 정류장 근처의 잘 보이는 곳에 운행 시각표가 걸려 있는 경우도 있다. 간혹 버스 정류장 표시가 없는 정류장이 있기도 하다. 여기에 더하여, 대기 시간이 매우 길거나 대기 승객이 많은 정류장에는 지붕이 달린 바람막과 냉/난방 시설을 갖춘 대기실을 갖춘 형태로 발전하기도 한다., 그러나, 간이적인 형태를 취하고 있는 것은 크게 다르지 않은 점이 특징이다.
동아시아 지역에서는 일반적이지 않지만, 전구나 깃발이 달려 있는 버스 정류장도 있다. 이런 정류장에서는 승객이 전구를 켜거나 깃발을 올려서 승차자가 있음을 운전 기사에게 알리게 된다.
스마트 쉘터

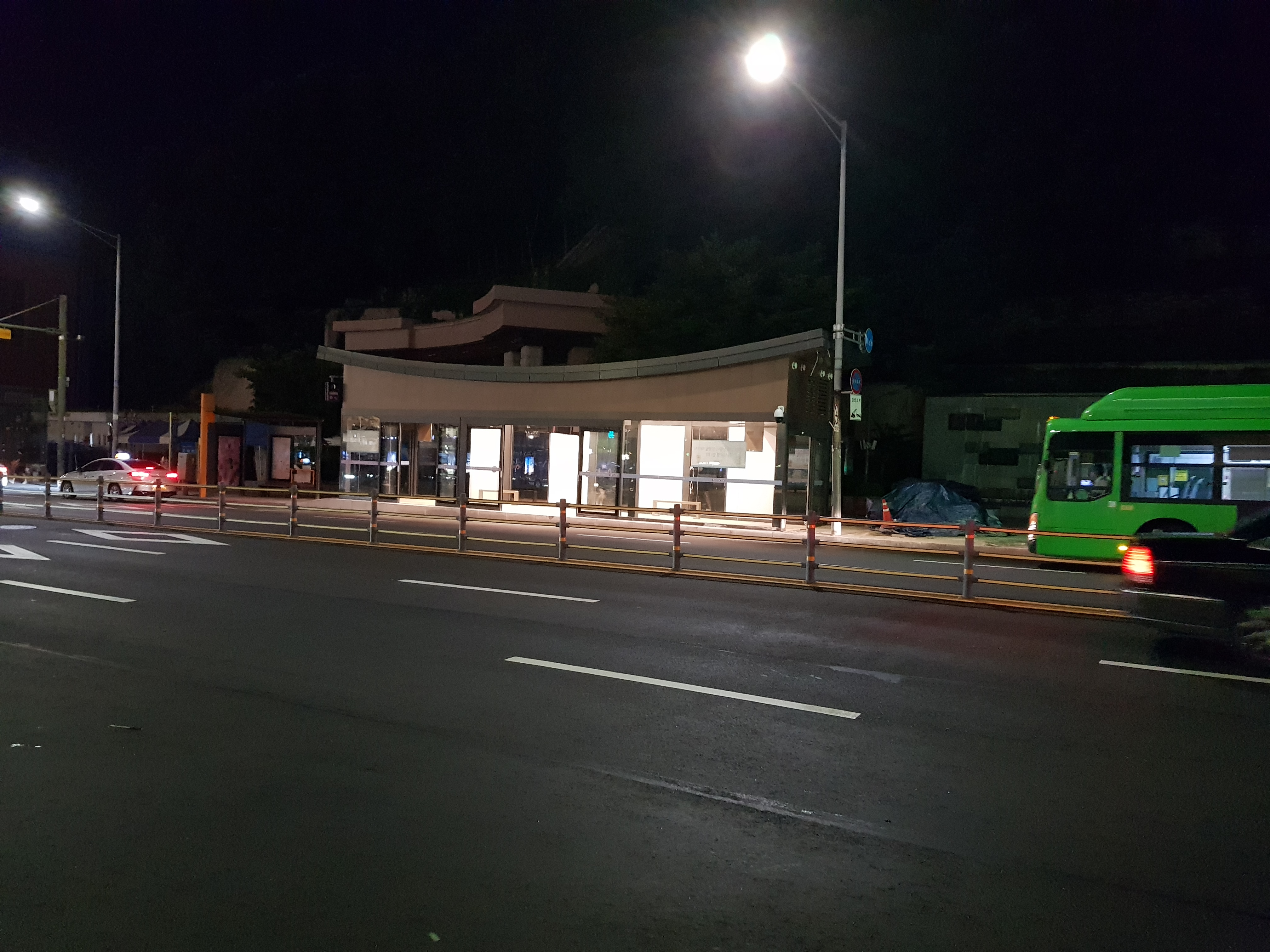
스마트 쉘터의 외부 모습.

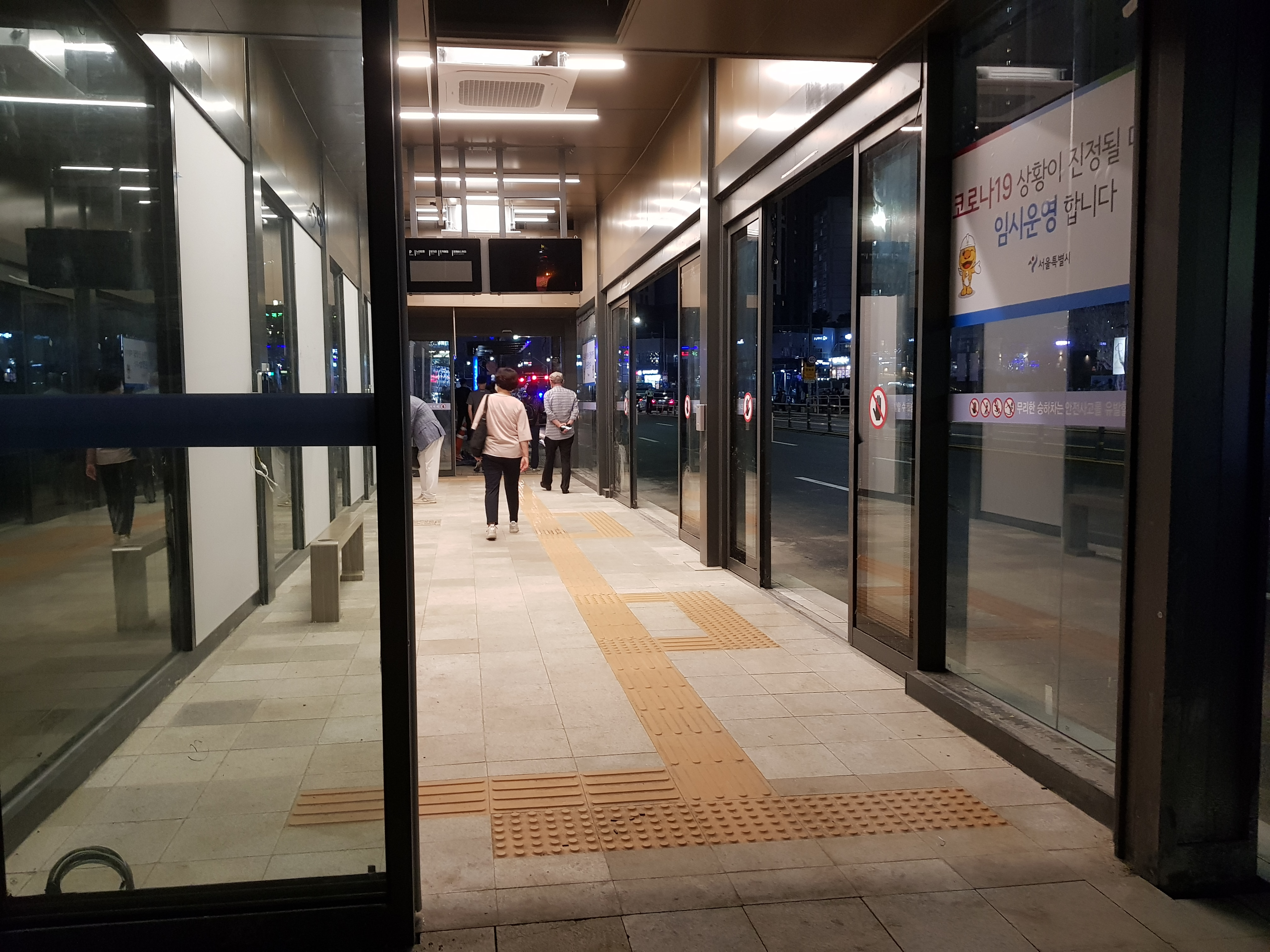
스마트 쉘터의 내부 모습.

스마트 쉘터는 서울특별시에서 설치 중인 최첨단 버스 정류장으로 기존 버스 정류장과 다르게 냉난방 시설과 무료 네트워크 시스템(WIFI)를 갖추고 있다. 또한 스크린도어가 설치되어 있어 버스가 도착하면 스크린도어가 열려 버스를 탑승할 수 있다.

## 역사
17세기부터 19세기까지 유럽에서는 마차를 이용한 상품 운송 및 인력 수송이 활발히 이루어졌다. 유럽 곳곳에는 코칭 인(Coaching inn)이라고 하는 마차가 머무는 여관이 있었다. 승객은 이 곳에서 마차에서 승하차를 할 수 있었는데, 이것이 버스 정류장의 시초라고 볼 수 있다. 코칭 인의 시초는 엔젤 인으로 런던 이즐링턴에 위치했다. 이 노선은 런던에서 요크를 이어주었다. 마차의 좌석은 미리 예약을 하는 것이 일반적이었다.
기록된 최초의 버스 정류장은 비숍스 스토트포드(Bishop's Stortford)이고 1890년에 세워진 것으로 짐작되며 비숍스 스토트포드와 콜체스터 시를 잇는다.

## 위치
보통 버스 정류장은 길가에 있는 것이 일반적이다. 그러나 대중 교통 서비스 개선을 위한 노력이 진행되면서 더 편하고 효율적인 승차를 위해 길 바깥에 별도의 장소를 마련하여 정류장을 배치하기도 한다. 서울의 복정역 환승센터와 시드니의 본디 교차로(Bondi Junction) 역의 버스 승강장이 그 예이다. 특히 BRT에서는 그 특성상 별도의 BRT 차로 내에 버스 정류장을 만든다.
고속도로에는 가차로 쪽에 대피선을 만들어 버스정류장 시설을 갖추어 만들었다. 톨게이트, 휴게소, 졸음쉼터 등에 있는 경우도 있다. 대한민국에는 경부고속도로, 호남고속도로, 광주대구고속도로, 울산고속도로, 수도권제1순환고속도로 등에 남아있다.

## 갤러리

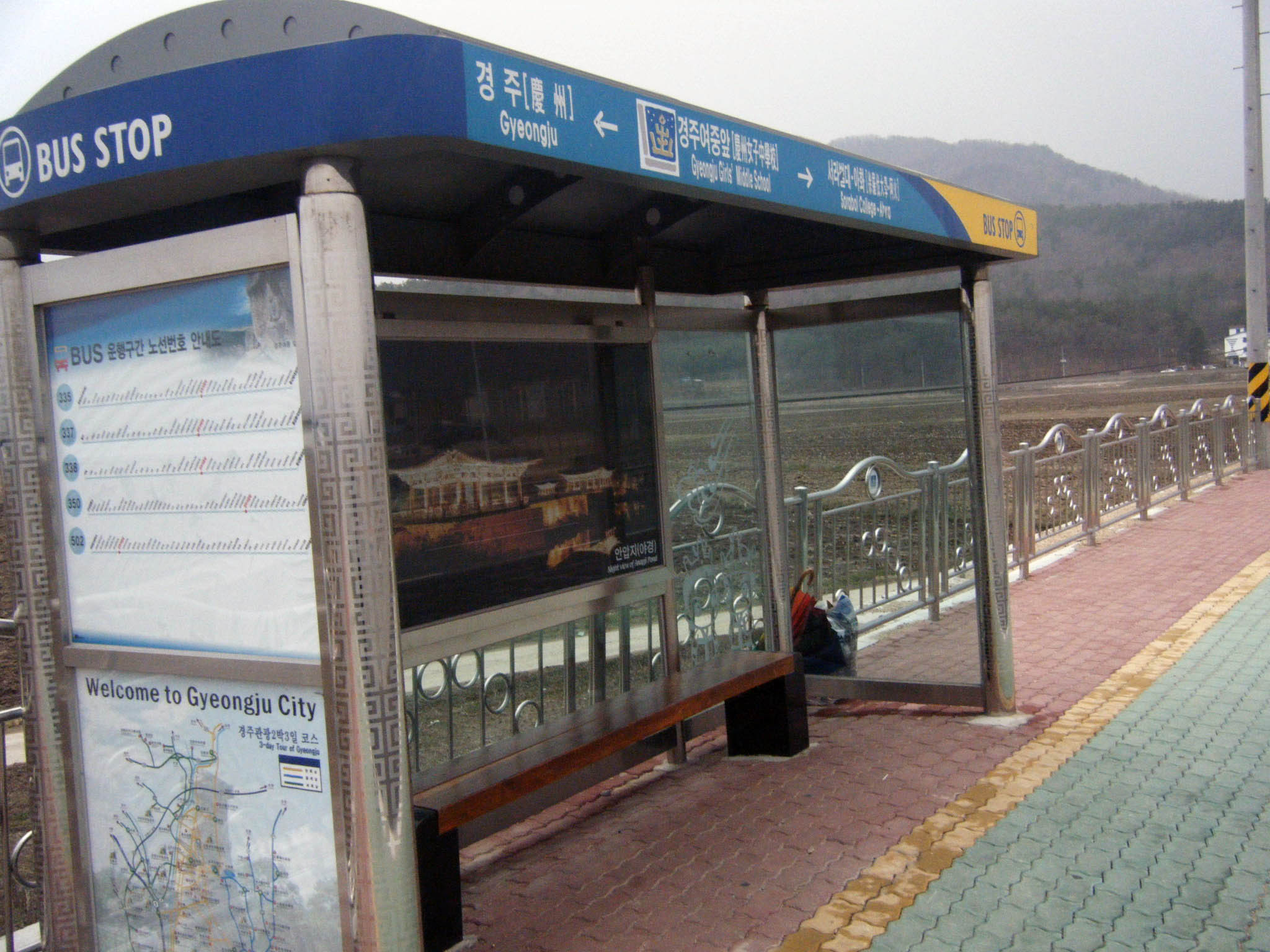
경주 서악동
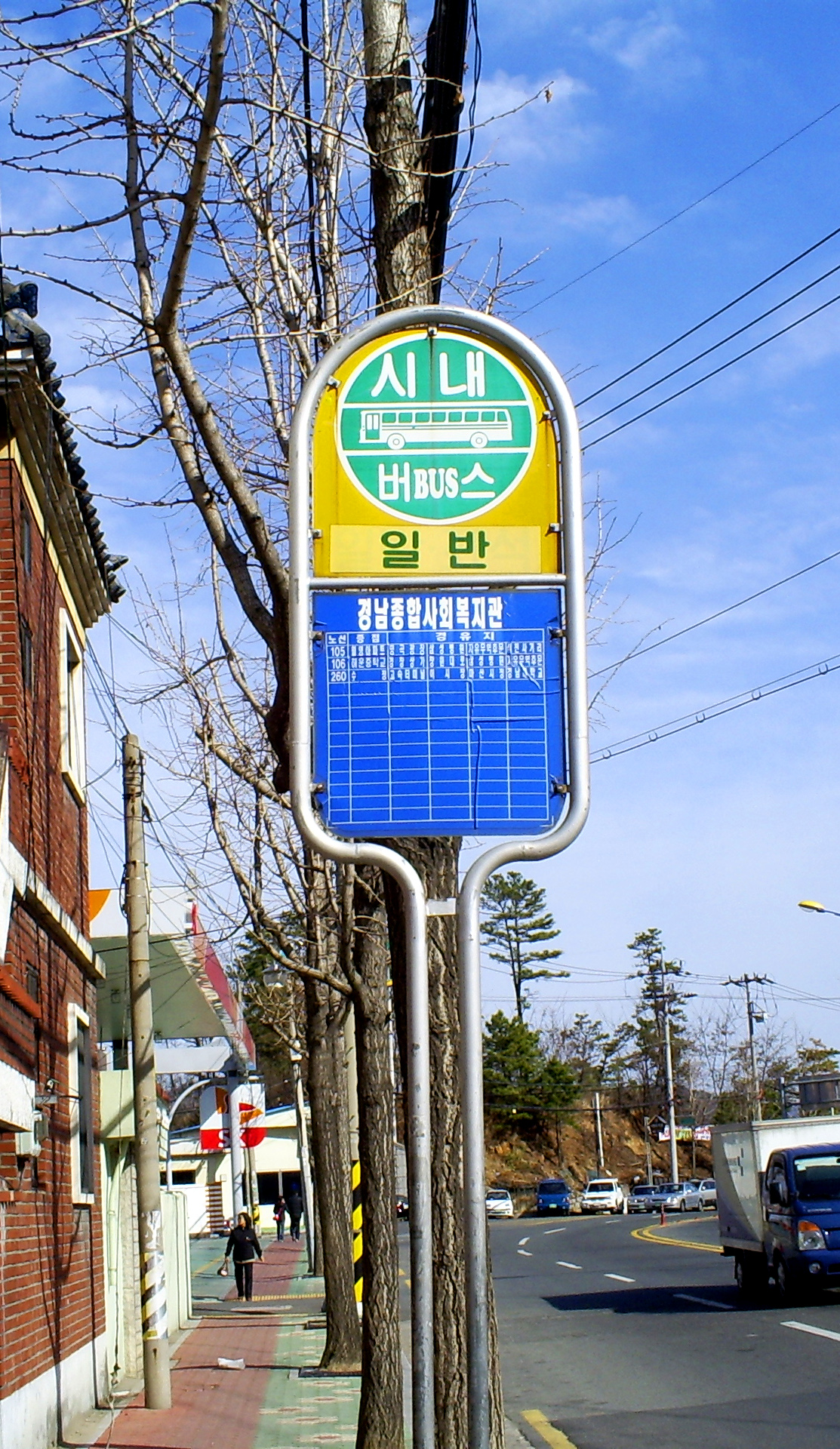
창원 구암동
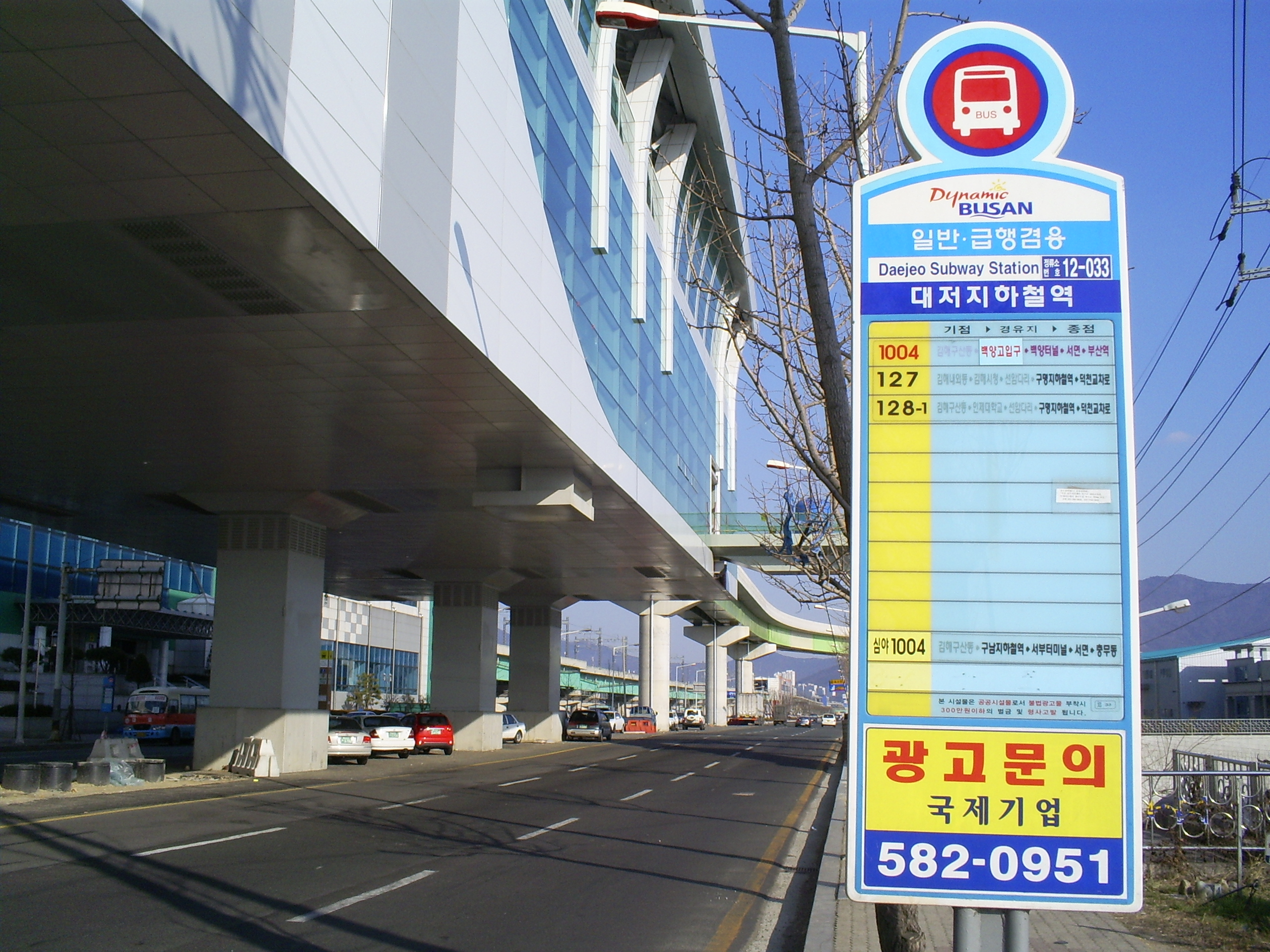
부산 대저역
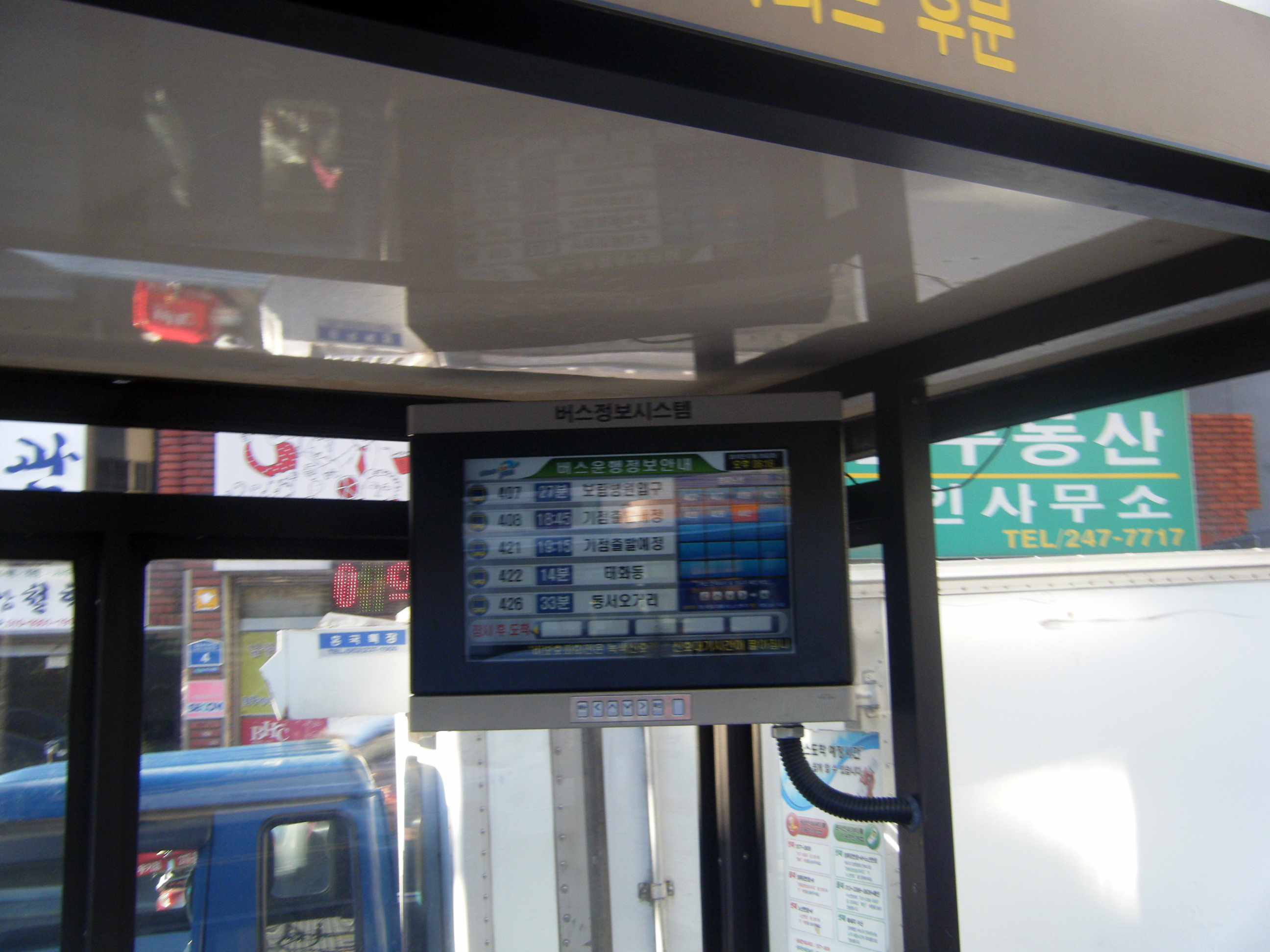
울산 LED 버스정보시스템
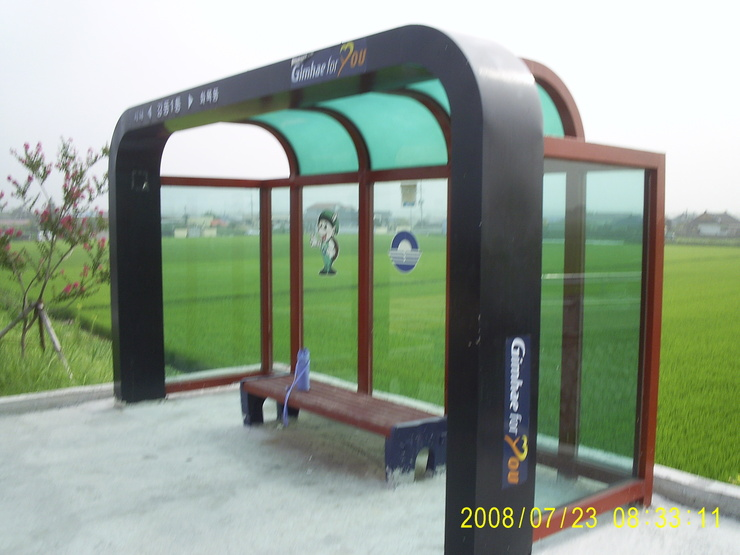
김해 강동
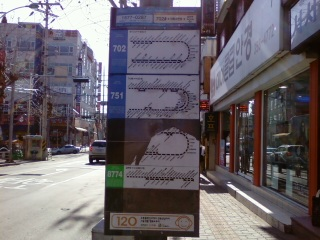
훼손된 버스 정류장
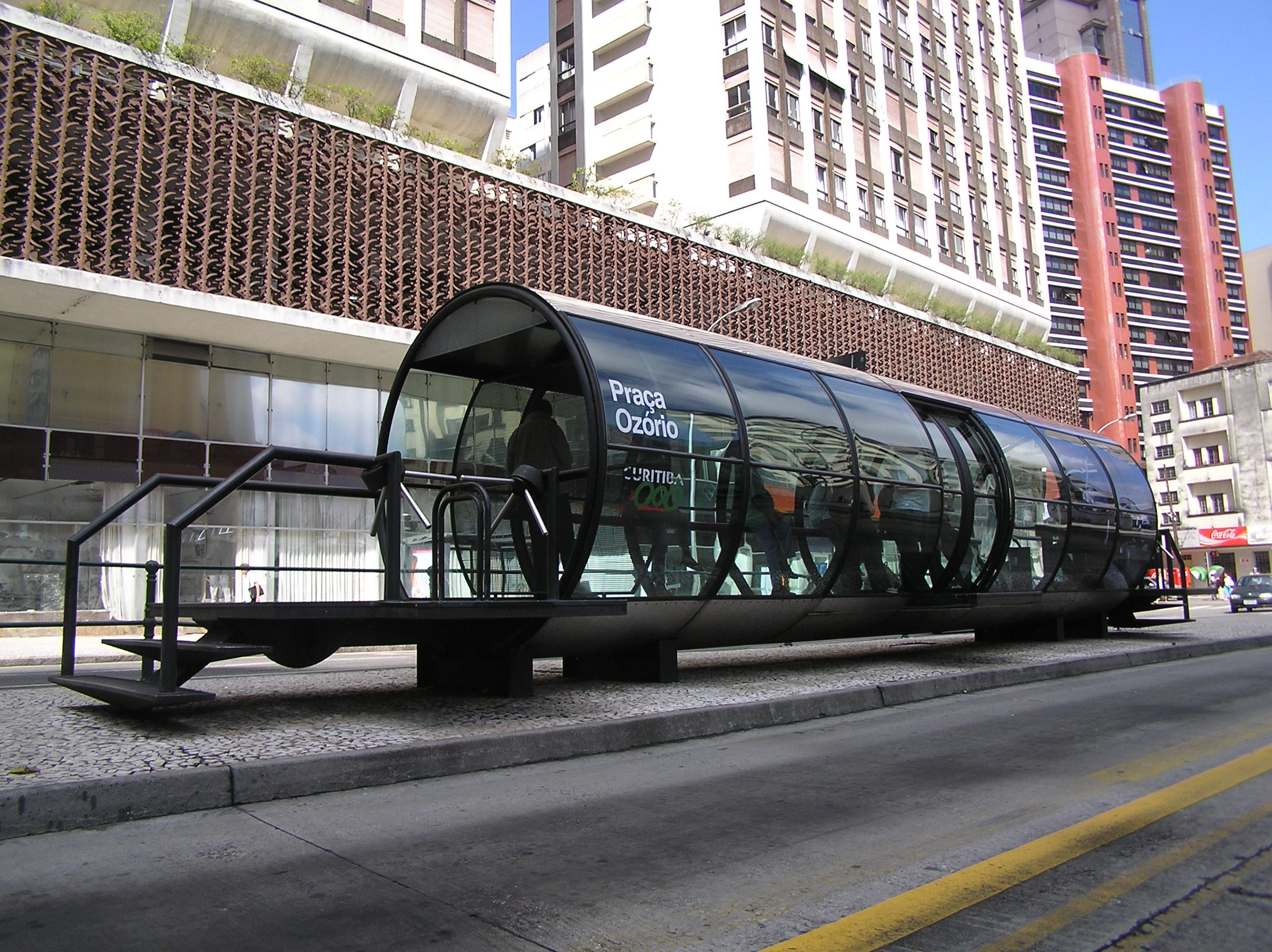
브라질의 버스정류장
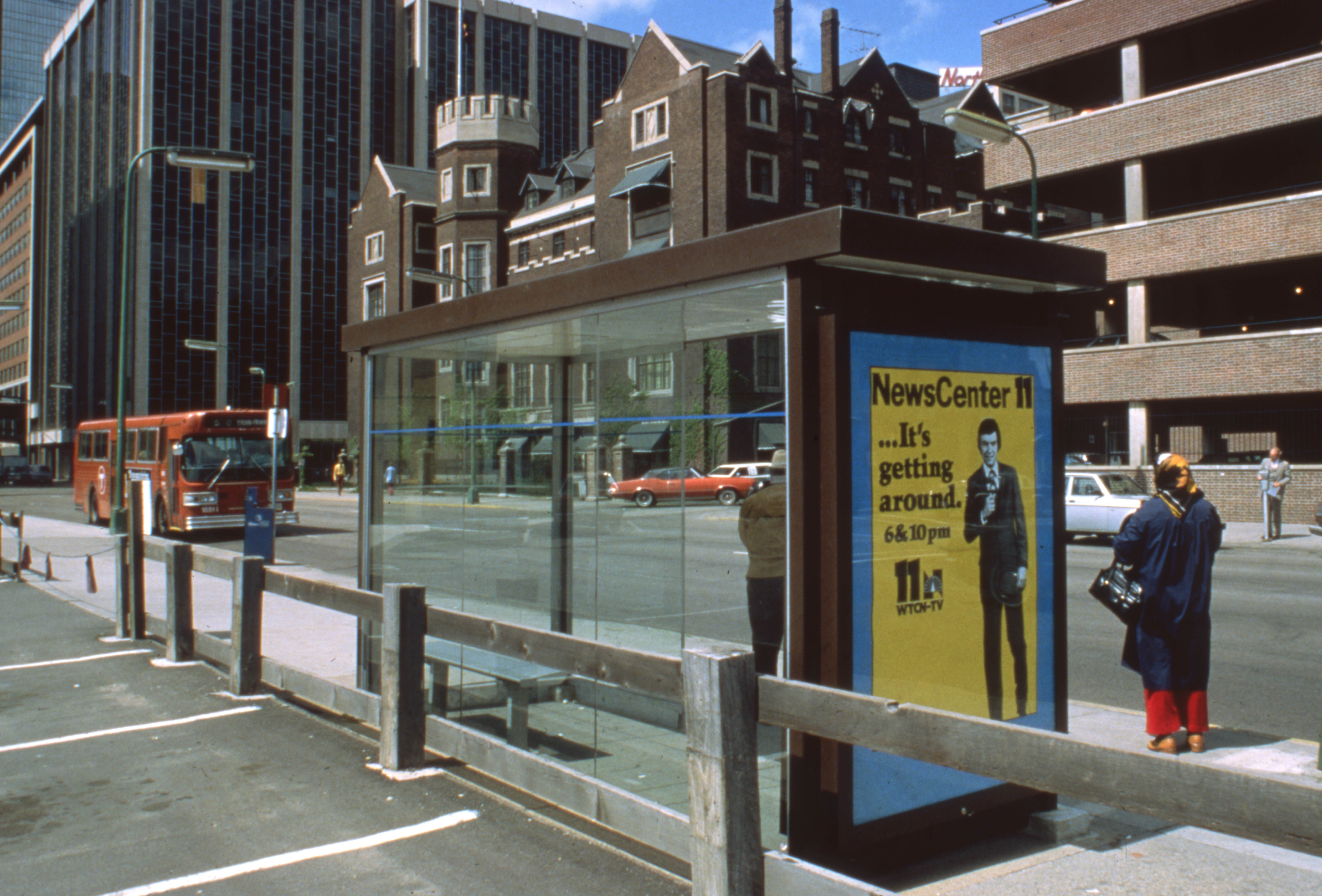
미국의 버스정류장
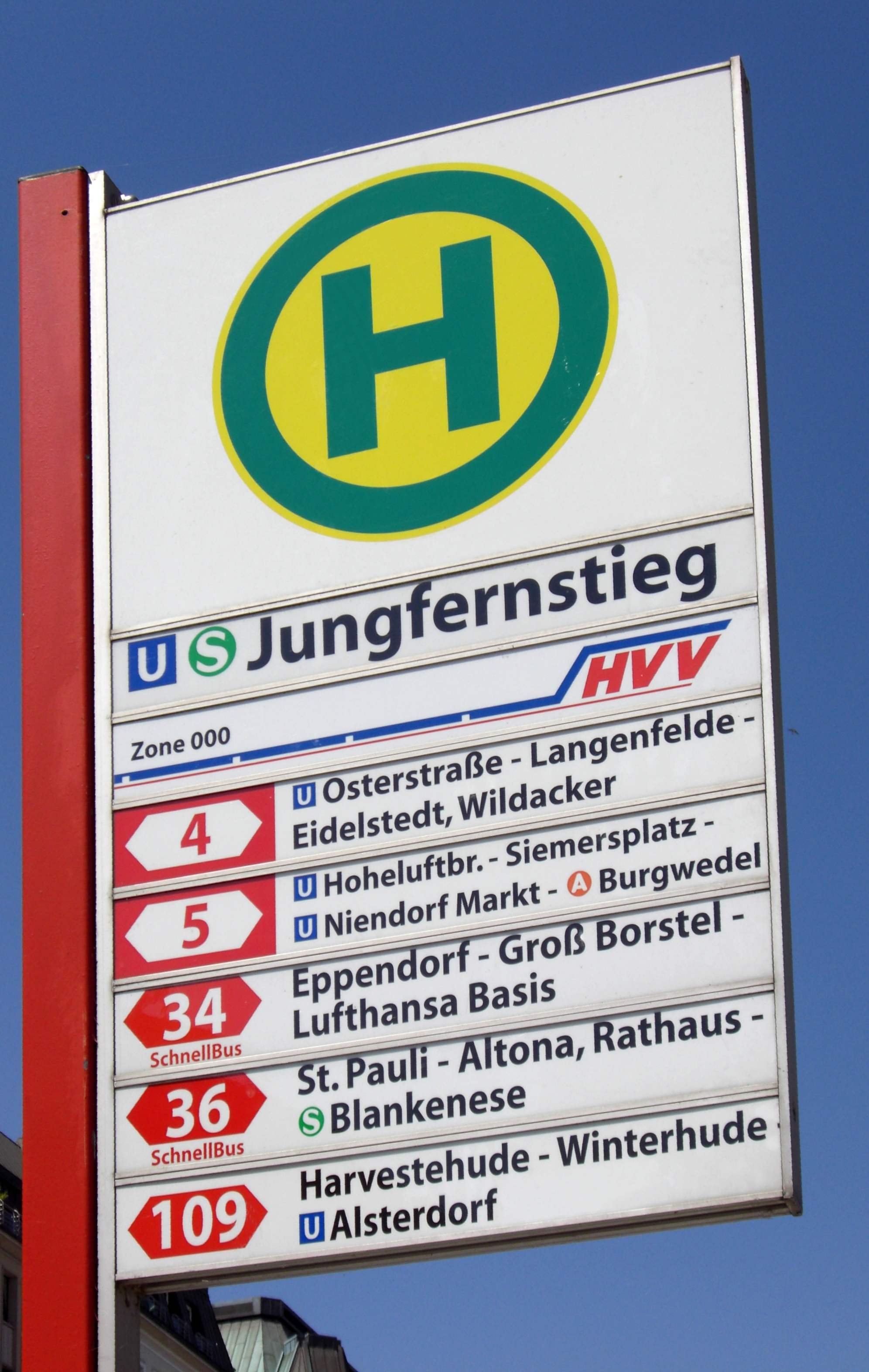
독일의 버스정류장
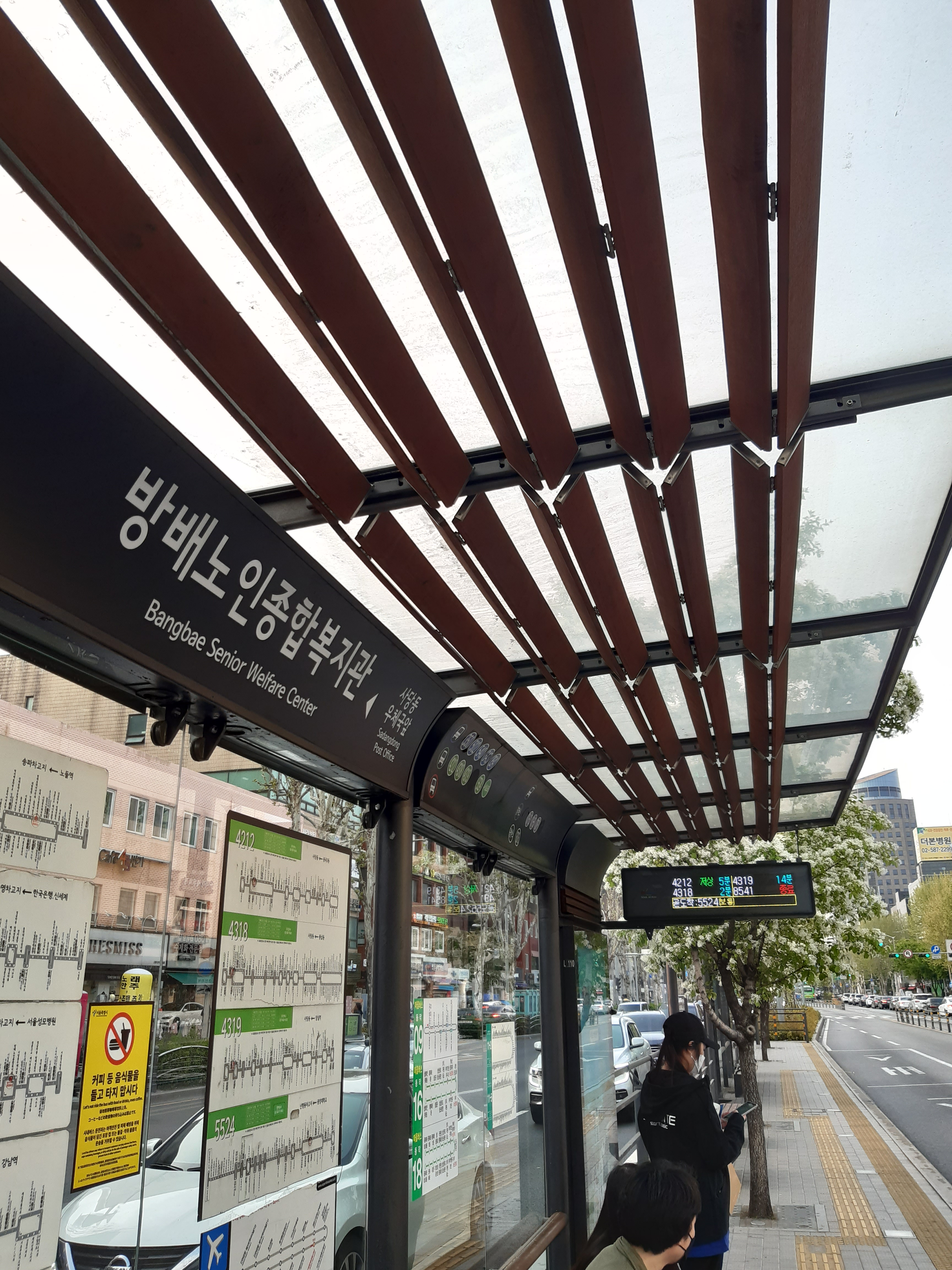
대한민국 서울특별시의 버스정류장
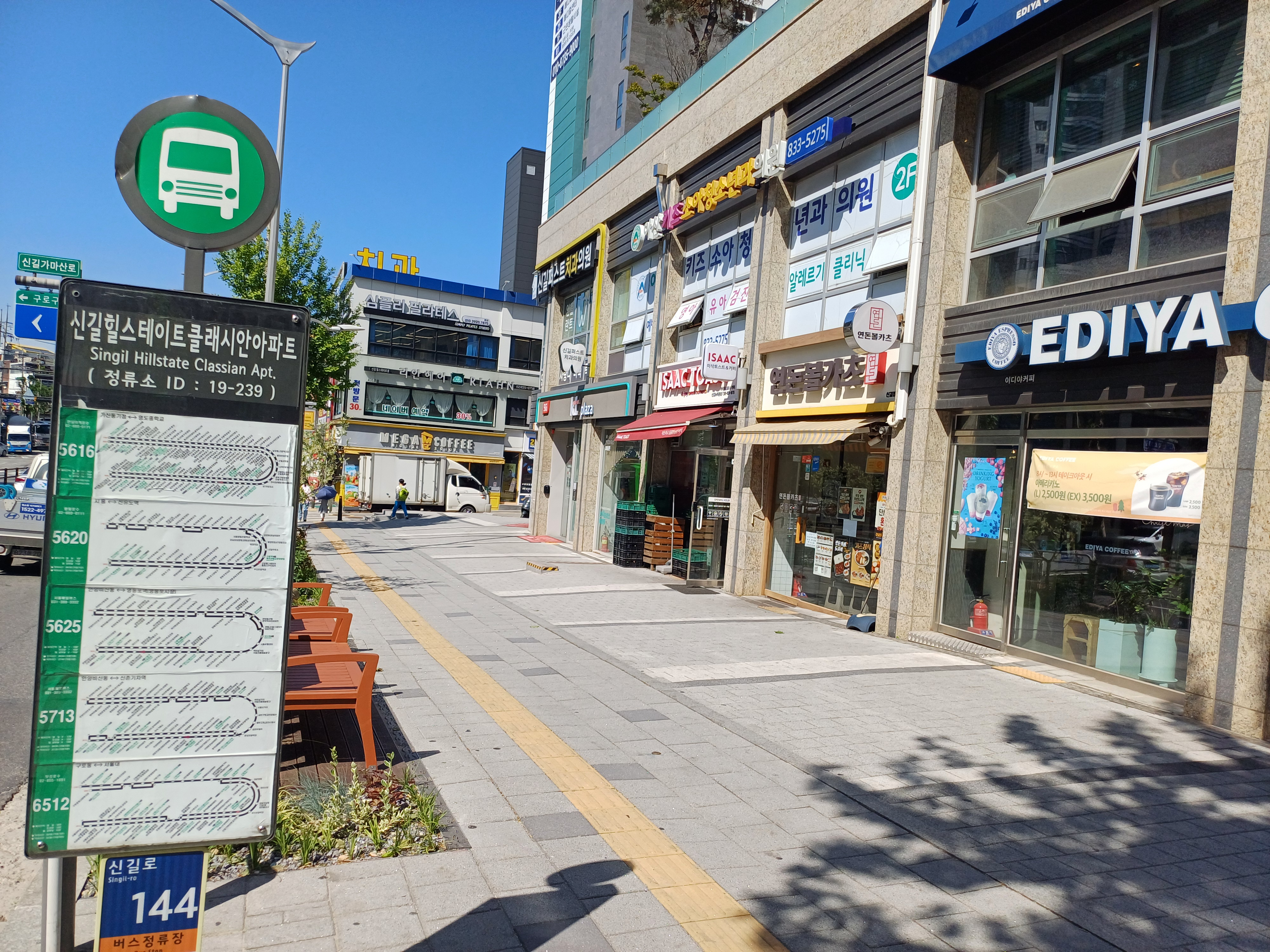
대한민국 서울특별시의 버스정류장 2
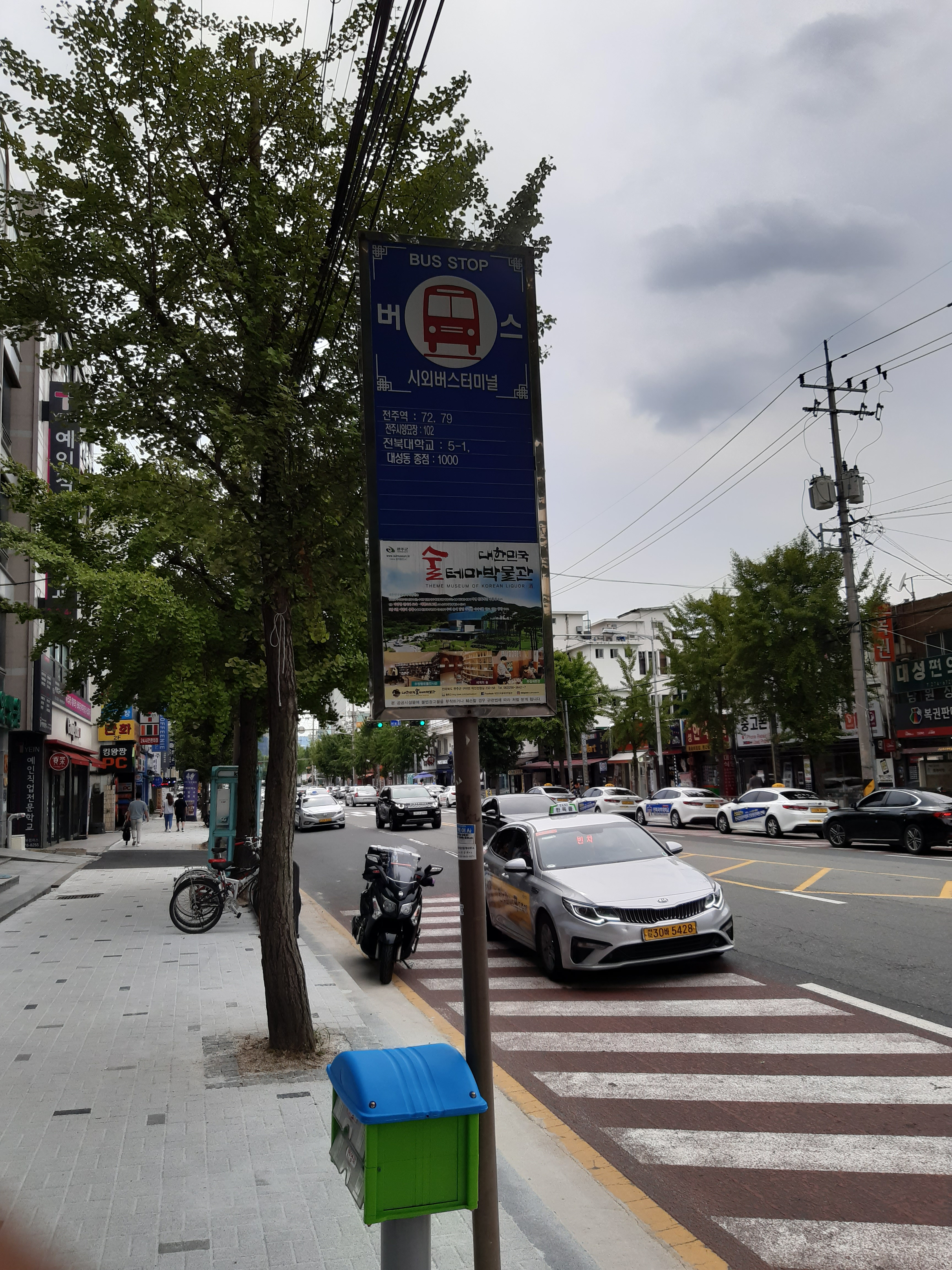
전북특별자치도 전주시의 버스정류장
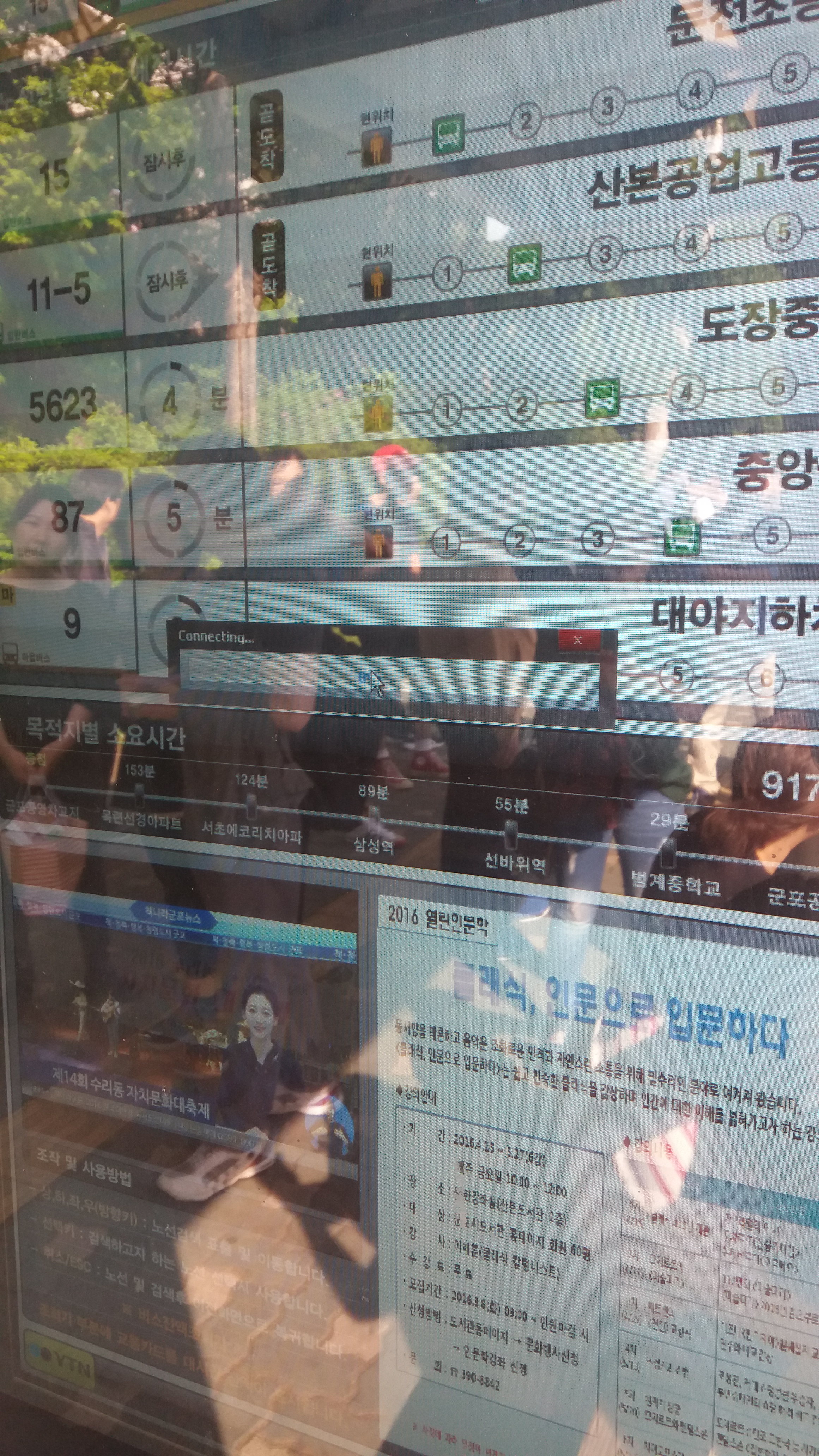
경기도 군포시의 버스정류장
대전광역시의 버스정류장
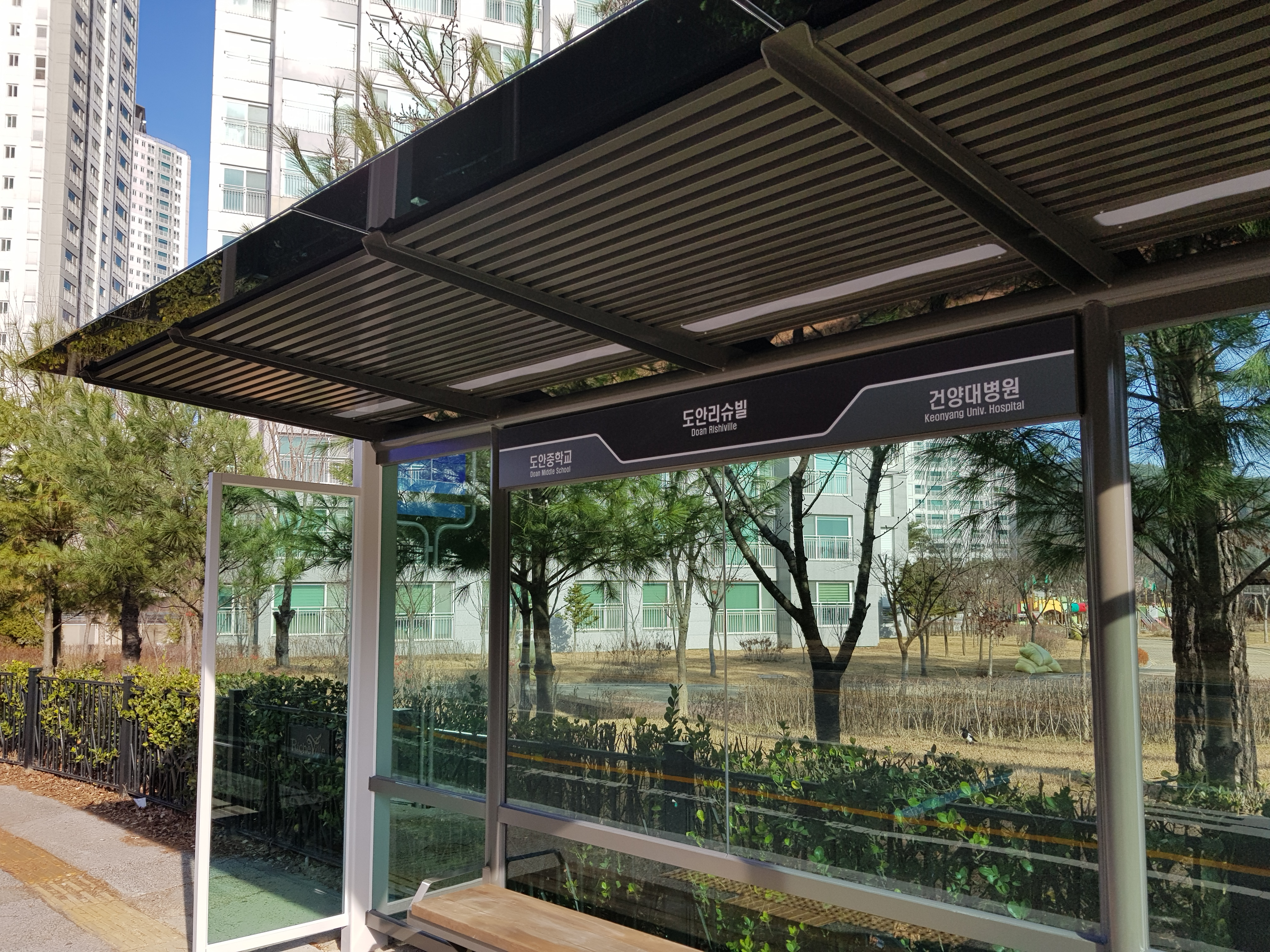
대전광역시의 버스정류장
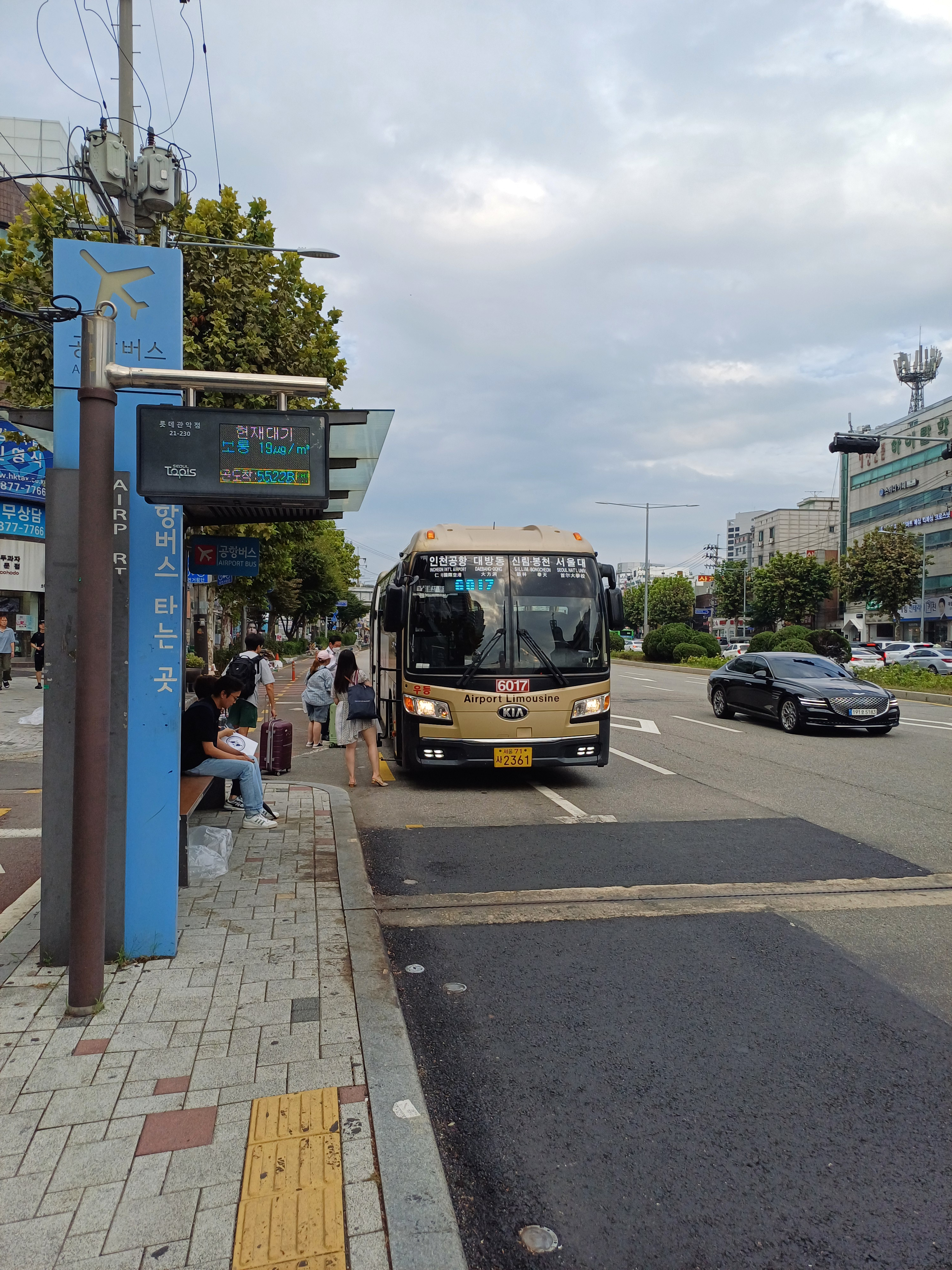
서울특별시 관악구의 버스정류장
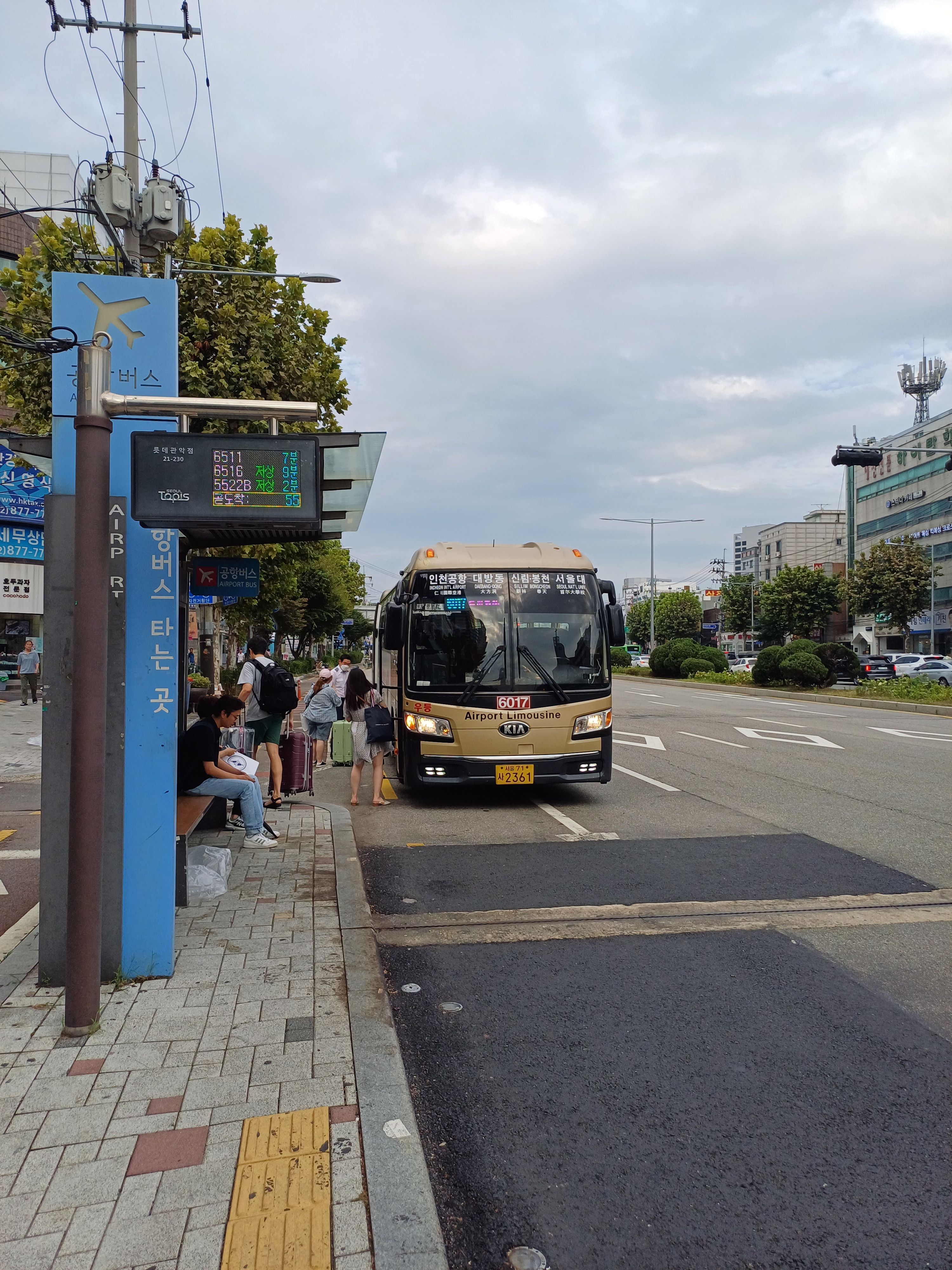
서울특별시 관악구의 버스정류장 2
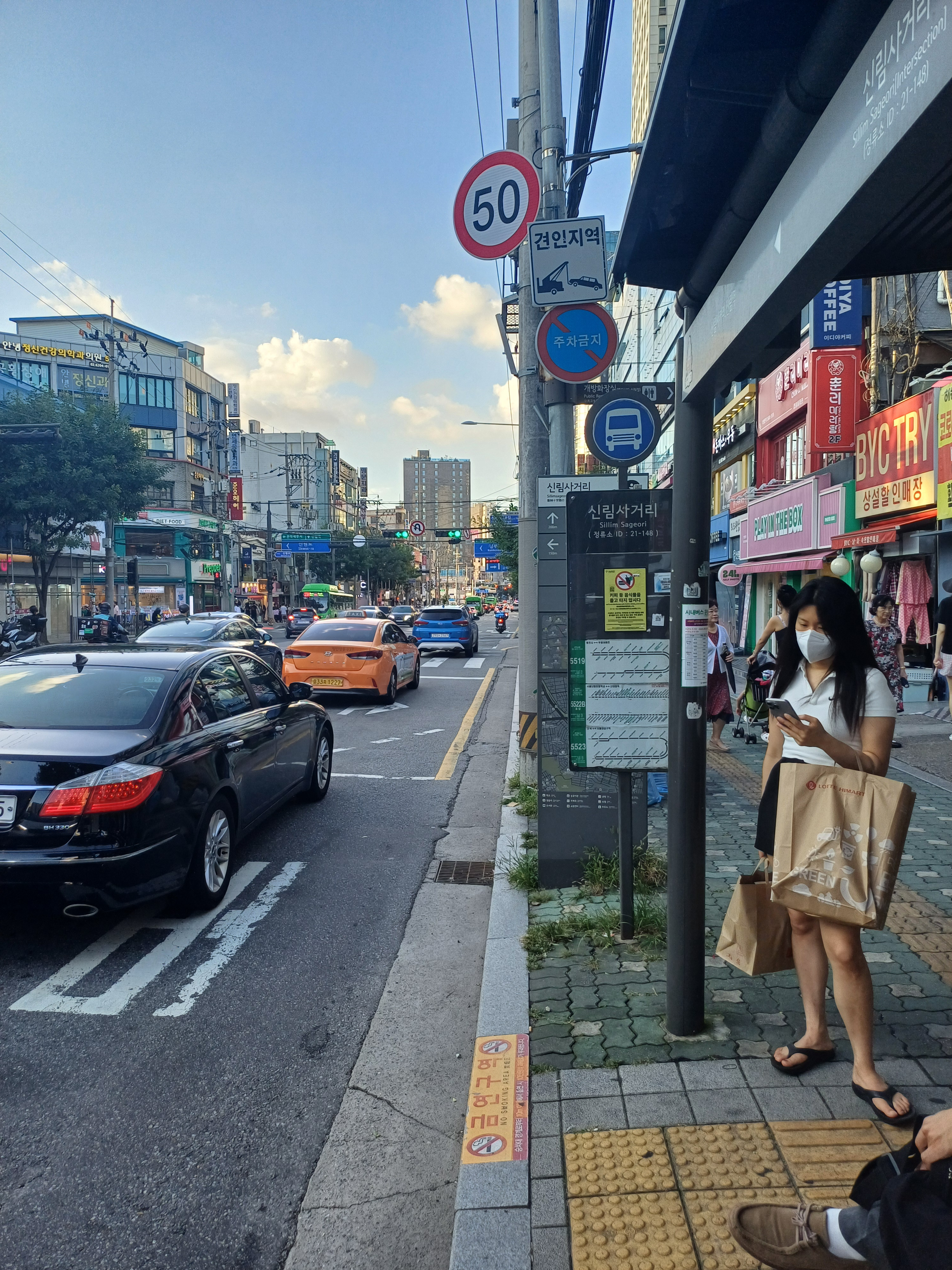
서울특별시 관악구 신림사거리 버스정류장
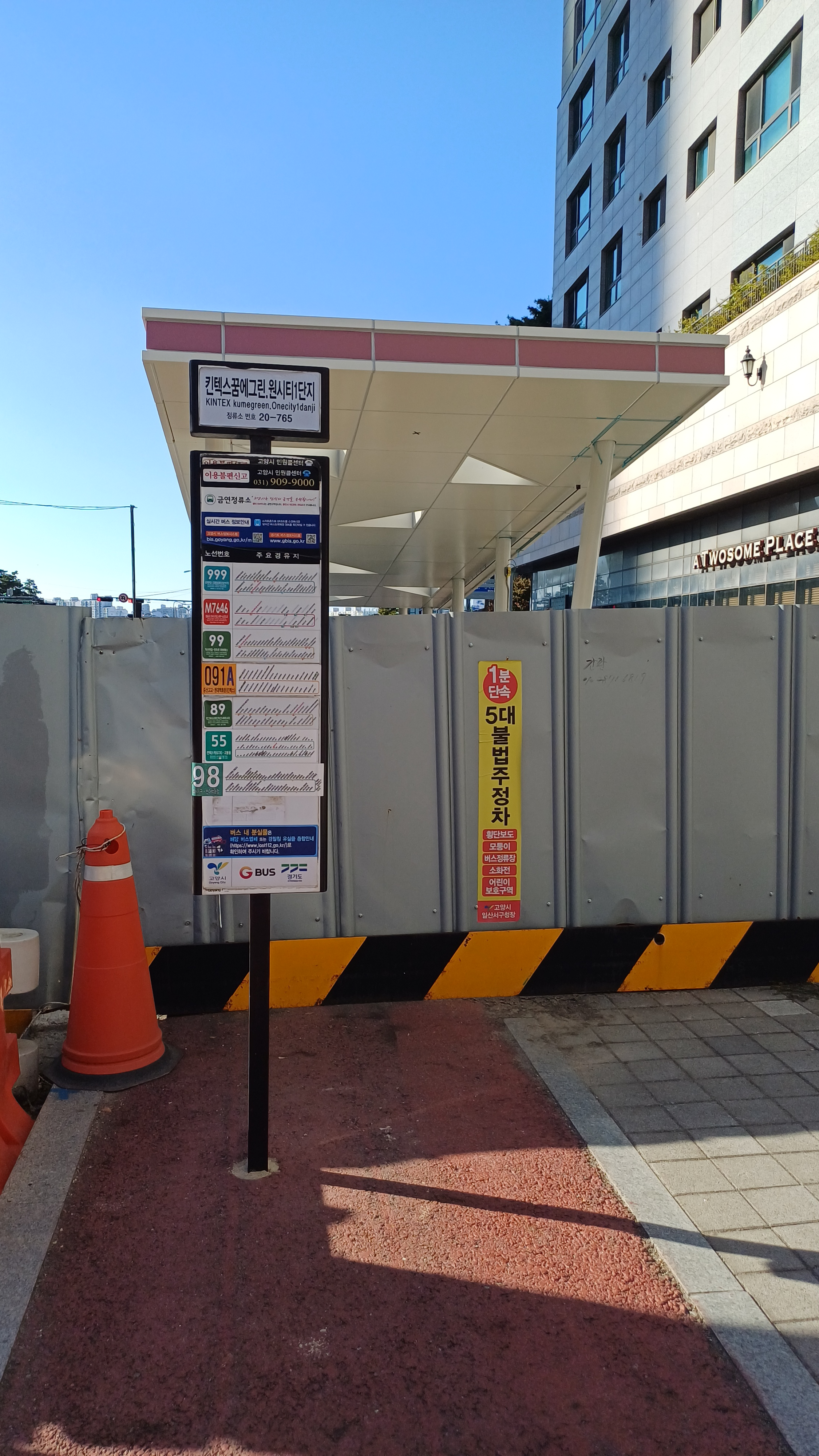
킨텍스역 근처의 경기도 일산 버스정류장

## 같이 보기
- 버스전용차로
- 버스 터미널